# Konopnica (Macedonia Północna)

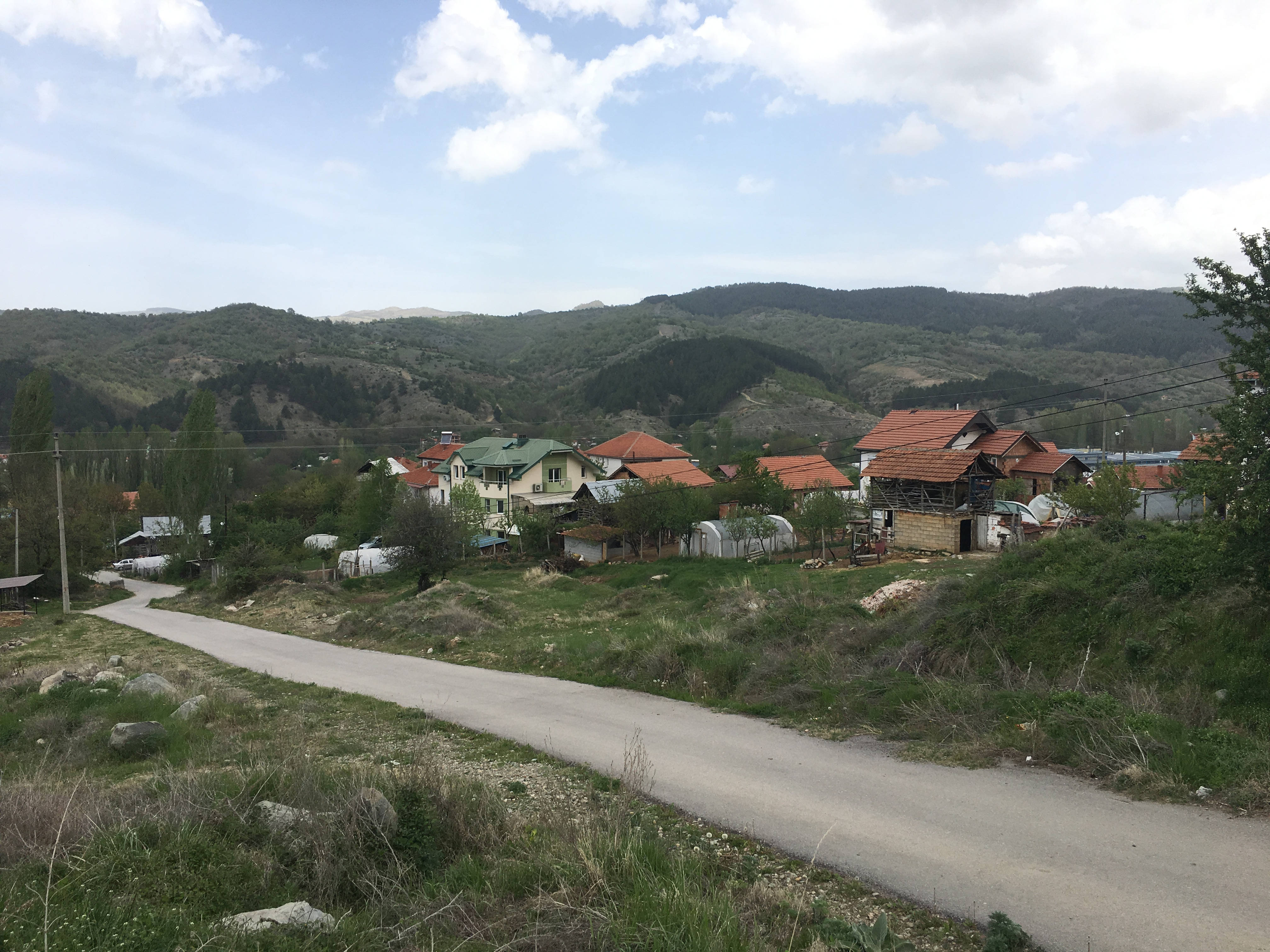
Konopnica

Konopnica (maced. Конопница) – wieś w północno-wschodniej Macedonii Północnej, w gminie Kriwa Pałanka.